# Frozen (Lied)
Frozen (englisch für „eingefroren“) ist ein Lied der US-amerikanischen Sängerin Madonna. Der Song ist die erste Singleauskopplung ihres siebten Studioalbums Ray of Light und wurde am 16. Februar 1998 veröffentlicht.

## Geschichte
Frozen war eine radikale Veränderung für Madonna. Die dunklen elektronischen Untertöne, fernöstlichen Streicher, die durch Craig Armstrong arrangiert wurden, und der Hauch von nahöstlicher Percussion sowie der neue Stimmumfang waren neue Gebiete für Madonna.
Der Song war ein großer Erfolg und einer der 15 größten Hits von Madonna.
Madonna sagte, dass der Text von einem „emotional eingefrorenen“ Menschen handelt. Der Song ist überwiegend in f-Moll komponiert.

## Urheberrechtsstreit
Der aus dem belgischen Mouscron stammende Musiker Salvatore Acquaviva erhob eine Urheberrechtsklage wegen Plagiats der ersten vier Takte des Liedes, die ursprünglich aus seinem Lied Ma vie fout le camp stammen sollen. Ein belgisches Gericht gab dem Musiker Recht, was zu einem Verbot des Liedes in Belgien führte. Madonnas Plattenfirma wurde mit dem Urteil unter Androhung einer Strafe von umgerechnet 125.000 Euro aufgefordert, alle Handelspartner innerhalb von 15 Tagen auf das Verbot aufmerksam zu machen. Die Single durfte in Belgien weder verkauft noch das Lied im Radio gespielt oder das Musikvideo im Fernsehen gezeigt werden. Zum Zeitpunkt des Verbots hatte die Single in der flämischen Hitparade Platz 3 und in der wallonischen Hitparade Platz 2 erreicht. Das Verbot löste unter den belgischen Radiohörern und Fernsehzuschauern Proteste aus. Im Februar 2014 wurde das Urteil von einem belgischen Gericht wieder aufgehoben; es entschied, dass Madonna weder Ma vie fout le camp von Acquaviva noch Blood Night (1982) von Yan Tregger, das laut einer weiteren Klage beiden zu Grunde liegen sollte, plagiarisierte. Damit endete das seit 2005, also mehr als acht Jahre währende Aufführungsverbot des Liedes in Belgien.

## Musikvideo

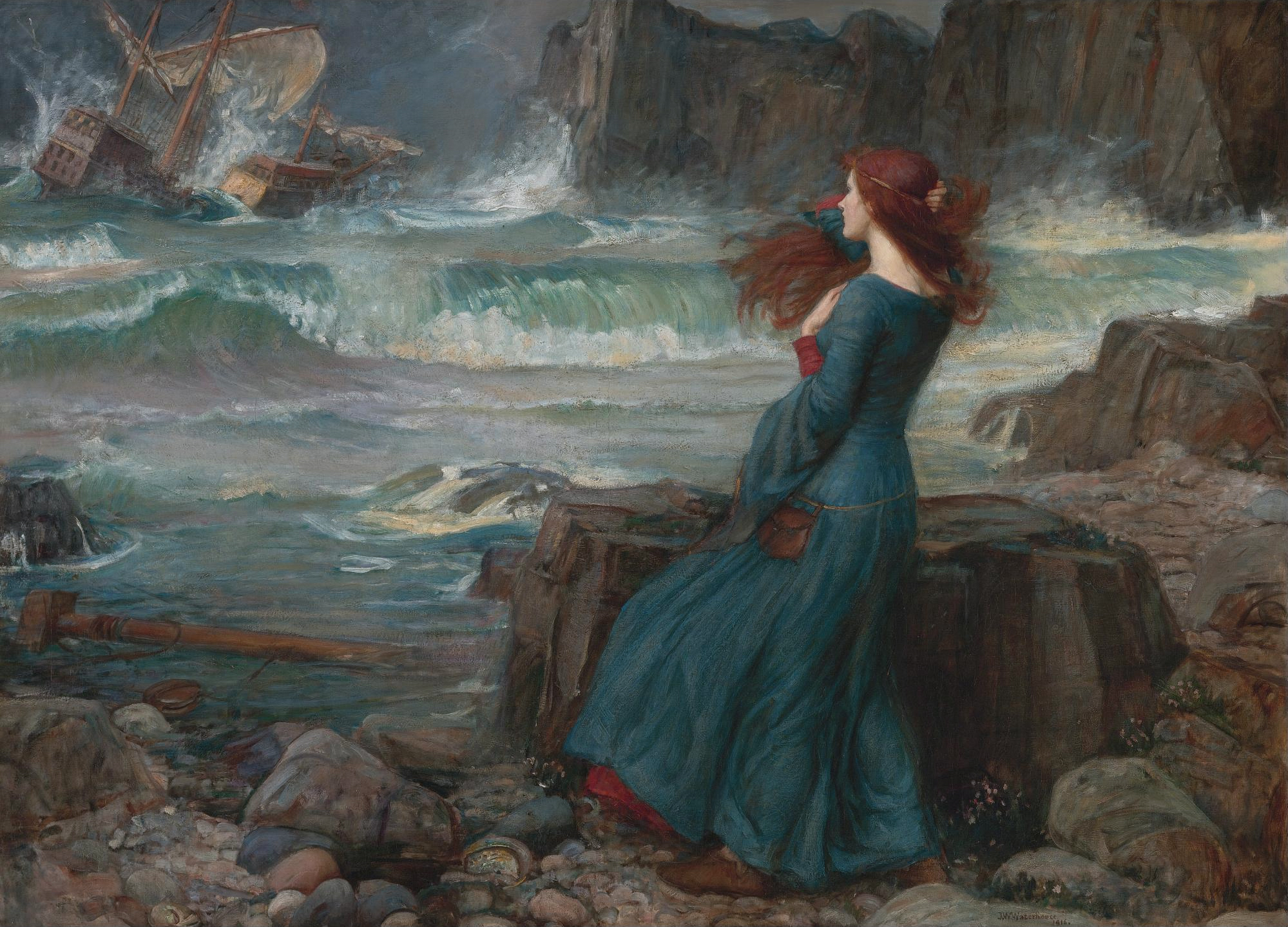
Miranda – The Tempest
John William Waterhouse (1916)

Auch das zugehörige Musikvideo zeigt Madonna in einem neuen Image. Ganz in Schwarz gekleidet ist sie in der Wüste zu sehen, schwarze Vögel fliegen umher und sie verwandelt sich in einen schwarzen Dobermann. Das Video zu Frozen wurde von Chris Cunningham gestaltet. Es wurde in der Mojave-Wüste im Südwesten der Vereinigten Staaten gedreht. Für das Video ließ sich Cunningham von der Atmosphäre und den Kostümen des Malers John William Waterhouse, im Besonderen dessen Gemälde Miranda – The Tempest aus dem Jahr 1916, inspirieren. Das Gemälde zeigt die auf den Untergang eines Schiffes blickende Figur aus dem Shakespeare-Drama Der Sturm in einem dunklen Kleid, wie es Madonna auch im Musikvideo trägt. Madonnas Kostüme für das Musikvideo stammten von Jean-Paul Gaultier, der bereits den goldenen Torpedo-BH für ihre Blond Ambition Tour 1990 schuf.

“Jean-Paul Gaultier had made a beautiful collection of gothic dresses that year and Madonna asked if I was ok with incorporating them into the video.”

„Jean-Paul Gaultier hatte in diesem Jahr eine schöne Kollektion von Kleidern im Gothic-Stil angefertigt und Madonna fragte an, ob es für mich in Ordnung sei, dass ich sie in dem Video verwende.“

Steve Murgatroyd gewann 1998 mit den Morphsequenzen, bei denen sich Madonna in Raben und Hunde verwandelt, den MTV Video Music Award für die besten Spezialeffekte.

## Kommerzieller Erfolg

### Chartplatzierungen
| ChartsChartplatzierungen       | Höchstplatzierung | Wochen |
| ------------------------------ | ----------------- | ------ |
| Deutschland (GfK)              | 2 (20 Wo.)        | 20     |
| Österreich (Ö3)                | 2 (14 Wo.)        | 14     |
| Schweiz (IFPI)                 | 2 (24 Wo.)        | 24     |
| Vereinigte Staaten (Billboard) | 2 (20 Wo.)        | 20     |
| Vereinigtes Königreich (OCC)   | 1 (13 Wo.)        | 13     |

| ChartsJahrescharts (1998)      | Platzierung |
| ------------------------------ | ----------- |
| Deutschland (GfK)              | 12          |
| Österreich (Ö3)                | 15          |
| Schweiz (IFPI)                 | 6           |
| Vereinigte Staaten (Billboard) | 32          |
| Vereinigtes Königreich (OCC)   | 22          |

### Auszeichnungen für Musikverkäufe
Die Single wurde von mehreren Phonoverbänden ausgezeichnet. So zertifizierte der deutsche Bundesverband Musikindustrie 1998 eine Platinschallplatte für mehr als 500.000, die Recording Industry Association of America ebenfalls 1998 eine Goldene Schallplatte für mehr als 500.000 und die British Phonographic Industry eine Platin-Schallplatte für mehr als 600.000 verkaufte Einheiten.

| Land/Region                  | Auszeichnungen für Musikverkäufe (Land/Region, Auszeichnung, Verkäufe) | Verkäufe  |
| ---------------------------- | ---------------------------------------------------------------------- | --------- |
| Australien (ARIA)            | Gold                                                                   | 35.000    |
| Belgien (BRMA)               | Platin                                                                 | 50.000    |
| Deutschland (BVMI)           | Platin                                                                 | 500.000   |
| Frankreich (SNEP)            | Gold                                                                   | 250.000   |
| Italien (FIMI)               | Gold                                                                   | 50.000    |
| Niederlande (NVPI)           | Gold                                                                   | 50.000    |
| Norwegen (IFPI)              | Platin                                                                 | 20.000    |
| Österreich (IFPI)            | Gold                                                                   | 25.000    |
| Schweden (IFPI)              | Gold                                                                   | 15.000    |
| Schweiz (IFPI)               | Gold                                                                   | 25.000    |
| Vereinigte Staaten (RIAA)    | Gold                                                                   | 500.000   |
| Vereinigtes Königreich (BPI) | Platin                                                                 | 602.200   |
| Insgesamt                    | 8× Gold · 4× Platin ·                                                  | 2.072.200 |

Hauptartikel: Madonna (Künstlerin)/Auszeichnungen für Musikverkäufe